# Umm al-Fursan
Umm al-Fursan (arab. أم الفرسان) – miejscowość w Syrii, w muhafazie Al-Hasaka. W 2004 roku liczyła 2254 mieszkańców.